# Liste von Kleidungsstücken
Diese Liste von Kleidungsstücken führt Arten und Formen von Gegenständen auf, die in verschiedenen Kulturen als Teil der Kleidung dienen oder dienten.
Die Liste ist alphabetisch aufsteigend angelegt. Einzelne Einträge enthalten weitere Ergänzungen. Einträge mit mehreren Bezeichnungen verweisen gegebenenfalls auf die üblichste Bezeichnung.

## A
- Abaya
- Abendanzug
- Abendgarderobe
- Abendkleid
- Achselshirt
- Achselstücke
- Adrienne
- Agraffe, siehe Haftel
- Aigrette
- Albe
- Amauti
- Almutia
- Andrienne, siehe Contouche
- Anorak
- Anti-g-Anzug
- Anzug
- Áo dài
- Ärmelpatte
- Ärmelschoner
- Ärmlinge
- Anglerhose
- Astronautenanzug, siehe Raumanzug
- Ausgehuniform
- Autopelz

## B
- Babydoll
- Babykleider
- Badeanzug
- Badehose
- Badekappe
- Bademantel
- Baji
- Baju Melayu
- Ballerinenkleid
- Ballettschuh
- Ballettstiefel
- Ballkleid
- Ballonmütze
- Barbette
- Bärenfellmütze
- Barett
- Baschlik
- Baschlikmütze
- Baseballcap
- Baskenmütze
- Bauhelm
- Baumwollhemd, siehe Hemd
- Beanie
- Beffchen
- Beinlinge
- Béret
- Berghabit
- Bergkittel
- Bergschuh
- Bermuda-Shorts
- Betrügerchen
- BH, siehe Büstenhalter
- Biedermeiermütze
- Bikini
- Binder
- Biret
- Blaumann
- Blazer
- Bleistiftrock
- Bliaud
- Bloomer-Kostüm
- Blouson
- Bluse
- Bodysuit (Body)
- Bogu
- Bojarenmütze
- Bolero
- Bollenhut
- Bombenschutzanzug
- Bomberjacke
- Bommelmütze
- Bootsschuh
- Bordmütze
- Boshi (Häkelmütze)
- Boubou
- Bowler
- Boxershorts
- Bralette
- Brautkleid
- Brautschleier
- Brautschuh
- Breeches
- Brünne
- Bruoch (Niderwât, Bruch)
- Budapester
- Bunda
- Bundhaube, siehe Haube
- Bundhose
- Bundfaltenhose
- Bundschuh
- Burgunderhaube, siehe Hennin
- Burka
- Burkini
- Burnus
- Buschhemd
- Büstenhalter
- Büstenhebe
- Bustier

## C
- Caban
- Cachenez
- Calceus
- Calotte
- Cameltoe Guards
- Camauro
- Canezou, siehe Bluse
- Capa
- Cape
- Capirote (Cucurucho)
- Capitium
- Capot, siehe Überrock
- Cappa, siehe Capa
- Caprihose
- Capuchon
- Caracalla
- Caraco, siehe Jacke
- Carbatina
- Cardigan, siehe Strickjacke
- Cargohose
- Çarşaf
- Catsuit
- Cestus
- Chapeau Claque
- Chaperon
- Charivari
- Chasuble
- Chemise cagoule
- Chemisenkleid
- Chemisette
- Cheongsam
- Chinohose
- Chirotheken
- Chiton
- Chlaina
- Chompa
- Chopine
- Chorhemd
- Chucks
- Chugurma
- Chullo (Inkamütze)
- Cinctorium
- Cinctus
- Cingulum
- Clavus
- Collegejacke
- Collier
- Contouche
- Cordhose, siehe Hose
- Cordjacke, siehe Jacke
- Cordmütze, siehe Mütze
- Corsage
- Cotillac
- Cotte hardie
- Cowboyhut
- Creole, siehe Kreole (Schmuck)
- Cul de Paris
- Culotte
- Cutaway (kurz Cut)
- Czapka

## D
- Dacha
- Dalmatik
- Daunenjacke
- Daunenmantel
- Deerstalker-Mütze
- Denverschleife
- Dessous
- Devantière
- Diadem
- Dienstmütze
- Diploidion
- Dirndl
- Dockermütze
- Dogenmütze
- Doktorhut
- Don (Korea)
- Dreispitz
- Druckanzug
- Dschellaba
- Dschilbab
- Dschubbe, arabisches Oberkleid
- Dufflecoat (Düffelmantel)
- Dupatta
- Dupfing
- Durumagi (Korea)
- Duttenkragen, siehe Halskrause

## E
- Eberzahnhelm
- Einreiher, siehe Herrenanzug
- Einstecktuch
- Eisenhut
- Eishockeyschlittschuhe, siehe Schlittschuh
- Eislaufschuhe, siehe Schlittschuh
- Elbsegler (Mütze)
- Epigonation
- Epimanikien
- Epitrachelion
- Escoffion
- Espadrilles
- Etuikleid
- Eurythmieschuh, siehe Gymnastikschuh
- Exornis, siehe Chiton

## F
- Facekini
- Fahrradhelm
- Faja
- Fanchon
- Faschingskostüm
- Fascia pectoralis, griechisch στρόφιον/stróphion, lateinisch Strophium, antike Brustbinde
- Fascinator
- Fastnachtskostüm, siehe Faschingskostüm
- Fäustling, siehe Handschuh
- Federstutz
- Fedora
- Feinrippunterwäsche
- Feldbinde
- Feldjacke
- Felljacke
- Fellmütze
- Fellstiefel
- Feradsche
- Fersenroller, siehe auch Rollschuh
- Fes, auch Fez
- Feuerwehrhelm
- Fibel, Fibula
- Filzhut
- Filzpantoffel, siehe Pantoffel
- Fingerhandschuh, siehe Handschuh
- Fingerling
- Finken, siehe Pantoffel
- Flanellhemd
- Flickenjeans
- Fliege
- Fliegerjacke
- Flip-Flop
- Flohpelz
- Flossen
- Florentinerhut
- Flügelärmel
- Flügelkappe
- Fly plaid
- Fontange
- Frack
- Frackweste
- Frauenrock, siehe Rock
- Frock
- French Knickers
- Fustanella
- Fucke (Spätmittelalter)
- Furisode, siehe Kimono
- Fußlappen
- Füßlinge, eine Strumpfart
- Fustanella

## G
- Galabija
- Galoschen
- Gamaschen
- Gamaschenhose
- Gambeson (Gambison)
- Gamsbarthut
- Gansbauch
- Garnache
- Gartenschürze
- Gasmaske
- Gat
- Gebende
- Gehpelz
- Gehrock
- Geta
- Geierhaube
- Geldkatze
- Gewand
- Gewandnadel
- G-Hose
- G-String
- Ghutra
- Gilet
- Girlie-Shirt
- Gogeln
- Goldhaube
- Goller
- Gugel
- Gugeln
- Guimpe (Wimpel)
- Gummihose
- Gummistrumpf
- Gummistiefel
- Gürtel
- Gymnastikanzug
- Gymnastiksandale
- Gymnastikschuh

## H
- Habit (Ordenstracht)
- Haik
- Hakama
- Halbschleier, siehe Schleier
- Halbschuh
- Halskrause
- Halstuch
- Hanbok
- Handschuh
- Hanfu
- Haori
- Harringtonjacke
- Haube
- Hausanzug
- Havelock
- Hawaiihemd, siehe auch Hemd
- Hebe, siehe Büstenhebe
- Helm
- Hemd
- Hemdbluse
- Hemdblusenkleid
- Hemdgewand
- Hemdkleid
- Henley-Shirt
- Hennin
- Herrenpelz
- Herrenrock
- Heuke (Spätmittelalter)
- Hidschāb (auch Hijab)
- Himation
- Hipster
- Hochzeitsanzug, siehe Herrenanzug
- Hochzeitskleid, siehe Brautkleid
- Hoike, siehe Heuke
- Holzschuh
- Homburg
- Hongreline
- Hoodie, siehe Kapuzenpullover
- Hörnerhaube
- Höschenwindel
- Hose
- Hosenanzug
- Hosenlatz
- Hosenrock
- Hosenträger
- Hotpants
- Htamein
- Hüftgürtel
- Hüfthalter
- Hüfthose
- Hüftschnur
- Humpelrock
- Husarenmütze
- Hut

## I
- Imkeranzug
- Imkermütze
- Inkamütze
- Inlineskate
- Innenslip
- Integralhelm, siehe Helm
- Interimsrock, siehe Überrock
- Inuitstiefel
- Inverness-Mantel, siehe Havelock
- I-Wear

## J
- Jabot
- Jacke
- Jäckchenkleid
- Jackenkleid
- Jackett
- Janker
- Jazzpants
- Jeans
- Jeansjacke
- Jeansrock
- Jeggings
- Jellaba
- Jeogori (Korea)
- Jersey
- Jesuslatschen, siehe Sandalen
- Jet-Helm, siehe Helm
- Jockstrap
- Jogginghose
- Joppe
- Judenhut
- Judogi, siehe Keiko-Gi
- Jumper, siehe Sweatshirt
- Jumpsuit
- Ju-ni-hitoe, siehe Kimono
- Jupe
- Jupon
- Justaucorps

## K
- Kaftan
- Kalabreser
- Kalasiris
- Kalesche
- Kamauro
- Kamilavkion
- Kaminrock
- Kamishimo
- Kamisol
- Kanga
- Kapotte, siehe Schute (Hut)
- Kapuze
- Kapuzenanorak, siehe Anorak
- Kapuzenjacke, siehe Jacke
- Kapuzenpullover
- Kapuzensweatshirt, siehe Sweatshirt
- Karakulmütze
- Karnevalskostüm, siehe Faschingskostüm
- Kasel (Messgewand)
- Kardinalsbirett
- Karohemd, siehe Flanellhemd
- Karosse
- Karottenhose
- Kasack
- Kasackkleid
- Kaskett
- Kastorhut
- Kaunakes
- Keffieh, siehe Kufiya
- Keiko-Gi
- Kekutsu
- Kentkragen
- Keuschheitsgürtel
- Khalat
- Kikoi
- Kilt
- Kimono
- Kinderschuh
- Kippa
- Kira
- Kittel
- Klappenrock
- Kleid
- Kleines Schwarzes
- Kleppermantel
- Kletterweste
- Knickerbocker
- Kniebundhose
- Kniestrümpfe, siehe Strumpf
- Knöpfstiefel
- Kochmütze
- Kochschürze
- Kogeln
- Kokoschnik
- Kokosfaserrüstung
- Koller
- Kombi
- Kompressionsstrumpf
- Königsmantel
- Kontaminationsschutzanzug
- Kontusche
- Kopftuch
- Kordel
- Korsett, Korselett
- Kosode, siehe Kimono
- Kosoworotka
- Kostüm
- Kothurn
- Kotomisi
- Kotze
- Kragen
- Kragenbinde
- Kragenklammer
- Krätzchen
- Krawatte
- Krawattennadel
- Krawattenschleife
- Krawattenspange
- Kreissäge, siehe Matelot
- Kreole
- Krimmermütze
- Krinoline
- Kropfband
- Krüseler
- Kufiya
- Kugelsichere Weste, siehe Beschusshemmende Weste
- Kuhmaulschuhe
- Kukulle
- Kummerbund
- Künstlerhut, siehe Kalabreser
- Kuppelpelz
- Kurta
- Kurzmantel, siehe Mantel
- Kutscherkragen
- Kutte

## L
- Laborkittel
- Lackjeans, siehe Jeans
- Lackleggings, siehe Jeans
- Lange Unterhose, siehe Unterhose
- Latexkleidung
- Latz
- Lätzchen
- Latzhose
- Latzrock, siehe Latzhose
- Lavalava, siehe Sarong
- Ledergürtel, siehe Gürtel
- Lederhose
- Lederjacke
- Lederweste, siehe Weste
- Leggings, auch Leggins
- Leibchen
- Leinenhose, siehe Hose
- Leinenweste, siehe Weste
- Lendenschurz
- Liebestöter
- Livree
- Lodenmantel
- Longyi
- Lokbar
- Lotosschuh
- Lumber
- Lungi

## M
- Maliza
- Männerrock
- Manschette
- Mantel
- Mao-Anzug
- Marlotte
- Mary Jane
- Maske
- Matelot
- Matrosenanzug
- Matrosenhemd
- Melone
- Melote
- Menstruationsunterwäsche
- Mente, siehe Pelisse
- Messgewand, siehe Kasel
- Microkini
- Mieder
- Miederbody
- Miederhose
- Minirock
- Mitaine, siehe Stulpe
- Mitra
- Modellkleid
- Mokassin
- Monatshöschen, siehe Menstruationsunterwäsche
- Mönchskutte, siehe Habit
- Monokini
- Montera
- Moonboots
- Mooskappe
- Morgenanzug
  - festlicher Anzug mit Cutaway
  - Morgenmantel, siehe Bademantel
  - Negligé
- Morgenmantel, siehe Bademantel
- Morion
- Motorradhelm
- Mozetta
- Muff
- Müffchen, siehe Stulpen
- Mühlsteinkragen, siehe Halskrause
- Mules
- Mütze

## N
- Nachthemd
- Nacktpelz
- Nambawi
- Narrenkappe
- Negligé
- Netzhemd
- Netzslip
- Netzstrumpf
- Netzstrumpfhose
- Ngop
- Nicki
- Nickituch
- Niqab
- Neoprenanzug
- Norwegermütze
- Norwegerpullover
- Nylonstrumpf
- Nylonstrumpfhose, siehe Strumpfhose

## O
- Oberhemd
- Obi
- Obijime, siehe Kimono
- Ohrenschützer
- Ohrring
- Ölzeug
- Onesie
- Opernpumps
- Orarion
- Orden
- Orenburger Schal
- orthopädischer Schuh
- orthopädischer Strumpf, siehe Kompressionsstrumpf
- Ornat
- Overall
- Overknees
- Oxford

## P
- Pahom
- Paillettenkleid
- Palla
- Palästinensertuch
- Palatin
- Paludamentum
- Panama-Hut
- Paenula
- Pantoffel
- Panty
- Panung
- Papacha
- Parament
- Pareo
- Parka
- Paspel
- Passepoil, siehe Paspel
- Pea Coat
- Pekesche
- Pelerine
- Pelisse
- Pelz
- Pelz, siehe Pelisse
- Pelzkragen
- Pelzcape
- Pelzhut, siehe Pelzmütze
- Pelzinnenfutter
- Pelzkollier
- Pelzkrawatte
- Pelzmantel
- Pelzmütze
- Pelzstola
- Penisfutteral
- Peplos
- Periodenunterwäsche, siehe Menstruationsunterwäsche
- Perücke
- Pflegeoverall, siehe Overall
- Phelonion
- Phrygische Mütze
- Pickelhaube
- Pileolus
- Pileus
- Plastron
- Plateauschuhe
- Pluviale
- Polohemd, auch Poloshirt
- Poncho
- Poodleskirt
- Pourpoint
- Prinz-Heinrich-Mütze
- Pudelkappe
- Pudelmütze
- Puffärmel
- Puffhosen
- Pullover
- Pullunder
- Pumps
- Purpurmantel
- Puschen, siehe Hausschuh
- Push-up-BH, siehe Büstenhalter
- Pyjama

## Q
- Qipao
- Quadratlatschen, siehe Schuhe
- Quallenschutzanzug
- Quastenschal
- Querbinder

## R
- Radhose
- Raglanpullover
- Rauchmantel
- Raumanzug
- Reformkleidung
- Regencape
- Regenhose
- Regenmantel, siehe Mantel
- Regenponcho
- Regenstiefel, siehe Gummistiefel
- Reifrock
- Reinraumkleidung
- Reithose
- Reizwäsche
- Revers
- Richelieu, siehe Oxford
- Riegelhaube
- Ring
- Rio-Slip (Retro-Slip)
- Rise (Kopftuch)
- Robe
- Robe battante
- Robe à la française
- Robe innocente
- Rochett
- Rock
- Rockhose
- Rolli, siehe Rollkragenpullover
- Rollkragenpullover, siehe auch Pullover
- Rollschuh
- RSG-Kappen
- Römersandalen, siehe Sandalen
- Rüsche
- Rüstung

## S
- Sagum
- Sakko
- Sakkos (liturgisches Gewand)
- Salwar Kamiz
- Sandalen
- Sandalette, siehe Sandale
- Sarafan
- Sarong
- Sari
- Saukele
- Schal
- Schamkapsel
- Schamtasche
- Schapel
- Schapka
- Schärpe
- Schaube
- Schecke
- Schell-Parka, siehe Parka
- Schellentracht
- Schiebermütze
- Schiffchenmütze
- Schiffermütze
- Schildkappe, Schildmütze, siehe Baseballcap
- Schirmmütze
- Schlafanzug, siehe Pyjama
- Schlafmütze
- Schlaghose, siehe Hose
- Schläppchen
- Schlatz (oder Schlaz)
- Schleier
- Schleife
- Schleppe
- Schlittschuh
- Schlüpfer, siehe Slip (Kleidung)
- Schlupfhemd
- Schlupfhose
- Schlupfkleid
- Schlupfmütze
- Schlupfrock
- Schnabelschuh
- Schneeschuh
- Schnürschuh
- Schnürsenkel
- Schnürstiefel
- Schoßjacke, siehe Jacke
- Schottenrock, siehe Kilt
- Schtreimel
- Schuh
- Schuhband
- Schülermütze
- Schuluniform
- Schürze
- Schute
- Schutzkleidung
- Schwimmanzug
- Schwimmkappe, siehe Badekappe
- Segelschuh, siehe Bootsschuh
- Seglermütze, siehe Schirmmütze
- Seidenbluse, siehe Bluse
- Sepplhose, siehe Lederhose
- Shirt
- Shortall
- Shorts
- Shorty
- Sicherheitsschuh, Sicherheitsstiefel
- Skapulier
- Skianorak, siehe Anorak
- Skianzug, Skihose, siehe Hose, Skimütze, Skioverall, siehe Overall, Skischuh
- Skort
- Slip
- Slip ouvert
- Slipper, siehe Schuh
- Smoking
- Snapback Cap
- Sock
- Sneaker
- Socken, siehe Strumpf
- Sombrero
- Sommerpelz
- Sonnenhut, siehe Hut
- Soutache
- Soutane
- Spankingdress
- Spenzer
- Spodek
- Sportbekleidung
  - Sporthelm
  - Sporthose
- SS-Frack
- Stahlhelm
- Steghose
- Stehkragen
- Steinklopfer, siehe Dreispitz
- Stephanos
- Steppjacke
- Steppweste, siehe Weste
- Stetson
- Sticharion
- Stiefel
- Stiefelhose
- Still-BH
- Stirnband
- Stöckelschuhe
- Stola
- Stola, liturgisches Kleidungsstück
- Strampler
- Strandanzug
- Strapse
- Stresemann
- Strickjacke, siehe Jacke
- Strickmütze, siehe Mütze
- Strickpulli, siehe Pullover
- Strickpullover, siehe Pullover
- String-Tanga (String)
- Strohhut, siehe Hut
- Strumpf
- Strumpfband
- Strumpfhalter
- Strumpfhose
- Studentenmütze
- Stulpe
- Stulpenstiefel
- Stürmer
- Sturmhaube
- Sturzhelm
- Stutz
- Stutzen
- Stutzer, siehe Caban (Jacke)
- Stützstrumpf, siehe Kompressionsstrumpf
- Suba
- Suckenie
- Südwester
- Surcot
- Surtout
- Suspensorium
- Sutane
- Swagger-Coat
- Sweater, Kurzform von Sweatshirt
- Sweatshirt

## T
- Tabi
- Tagelmust
- Takke
- Talar
- Tanga
- Tänie
- Tank Top, siehe Top (Oberteil)
- Tankini
- Tanzschuh
- Tappert (Mittelalter)
- Tassel (Tessel)
- Tasselmantel (Mittelalter)
- Taucheranzug
- Taufkleid
- Teddy
- Teekleid
- T-Shirt
- Thermohose, siehe Hose
- Tiroler Bändchen
- Tiroler Hut
- Toga
- Top
- Topfhut
- Torselett
- Totenhemd
- Tracht
- Trachtenjacke
- Trachtenjanker
- Trägerkleid
- Trainer, siehe Trainingsanzug
- Trainingsanzug
- Trainingshose, siehe Hose
- Trainingsjacke
- Treggings
- Trenchcoat
- Trikot
- Trippe
- Trompetenärmel
- Tropenhelm
- Trotteur
- Tschador
- Tschako
- Tschapka
- Tscharschaf
- Tournüre, siehe Reifrock
- Tuchcaban
- Tuchmantel
- Tunicella
- Tunika
- Turban
- Turnhose
- Turnschläppchen, siehe Gymnastikschuh
- Turnschuh
- Tutu

## U
- Überrock
- Uchikake, siehe Kimono
- Ugg Boots
- Ulster
- Umhang
- Umstandskleidung
- Ungarischer Hut
- Uniform
- Unterhemd
- Unterhose
- Unterrock
- Unterkleid
- Unterwäsche
- Uschanka

## V
- Vatermörder, siehe auch Kragen
- Veloursrock
- Vertugadin, Verdugado, siehe Reifrock
- Vierecktuch
- Voileschal
- Vortuch

## W
- Wadenstrumpf
- Waldarbeiterhelm
- Warnweste
- Wathose
- Wams
- Wappenrock, siehe Tappert
- Weiberspeck (Reifrock)
- Wellenkragen
- Wendejacke
- Weste
- Westover
- Wickelhose
- Wickelgamasche
- Wickelkleid
- Wickelrock
- Wildschur
- Wimpel, siehe Guimpe
- Windel
- Windelhöschen
- Windjacke
- Winterjacke, siehe Jacke
- Wintermantel, siehe Mantel
- Witgchouras
- Wonderbra ®, siehe Büstenhalter
- Wullaken
- Wulsthaube

## Y
- Yaşmak
- Yếm
- Yukata

## Z
- Zatteltracht
- Zehenstegsandale
- Zentai
- Zimmermannshut, siehe Kalabreser
- Zingulum
- Zipfelmütze
- Zippelpelz
- Zischägge
- Zobelmantel
- Zoccoli
- Zollstocktasche
- Zone, lateinisch Zona, Hüftgürtel der antiken Griechen und Römer
- Zoot Suit
- Zōri
- Zwangsjacke
- Zweispitz
- Zylinder